# Малиновка (Варнавинский район)
Малиновка — деревня в составе Богородского сельсовета Варнавинского района Нижегородской области.

## История
В 1962 году указом Президиума Верховного Совета РСФСР деревня Котомкино переименована в Малиновку.

## Население
| 1999 | 2002 | 2010 |
| ---- | ---- | ---- |
| 16   | →16  | ↘6   |

Национальный состав
Согласно результатам переписи 2002 года, в национальной структуре населения русские составляли  94% из 16 человек.